# Rāzna Nemzeti Park
A Rāzna Nemzeti Park (lettül: Rāznas nacionālais parks) nemzeti park Lettország Latgale régiójában. 2007-es alapításával az ország 4 nemzeti parkja közül ez a legfiatalabb, működési területe 532 km2. A Daugavpilsi Egyetem kezdeményezésére hozták létre egy már létező természetvédelmi területből.

## Földrajza
A nemzeti parkot a Rāzna-tó, Lettország második legnagyobb felszínű tavának és a környező területek védelmének érdekében hozták létre. Az 57,56 négyzetkilométeres Rāzna-tavat homokos strandjai miatt Latgale-tengernek is nevezik. A tó gazdag halakban, egyes területein, amelyek nem állnak védelem alatt, még a hálóval történő ipari halászatot folytatnak.
A park felületének 14%-át teszik ki a vízfelületek. Az Ežezers-tó 26 szigete közül többen természetes lombhullató erdő található sok ritka növényfajjal. Nagy értéket képviselnek a félig természetes gyepek is. A nemzeti park emellett a Natura 2000 minősítéssel is rendelkezik.

## Fordítás
- Ez a szócikk részben vagy egészben  a   Rāzna National Park című angol Wikipédia-szócikk ezen változatának fordításán alapul.  Az eredeti cikk szerkesztőit annak laptörténete sorolja fel. Ez a jelzés csupán a megfogalmazás eredetét és a szerzői jogokat jelzi, nem szolgál a cikkben szereplő információk forrásmegjelöléseként.